# Notholithocarpus densiflorus
Espèce
Classification phylogénétique
Lithocarpus densiflorus ou Notholithocarpus densiflorus, aussi connu sous le nom de chêne à tan, Tanoak, ou Tanbark-oak, est une espèce de plantes à fleurs de la famille des Fagaceae.
C'est un arbre originaire des États-Unis : Oregon et Californie.
L'espèce peut être utilisée comme arbres ornementaux.

## Synonyme
- Quercus densiflora Hook. & Arn.